# 프랙털 아트

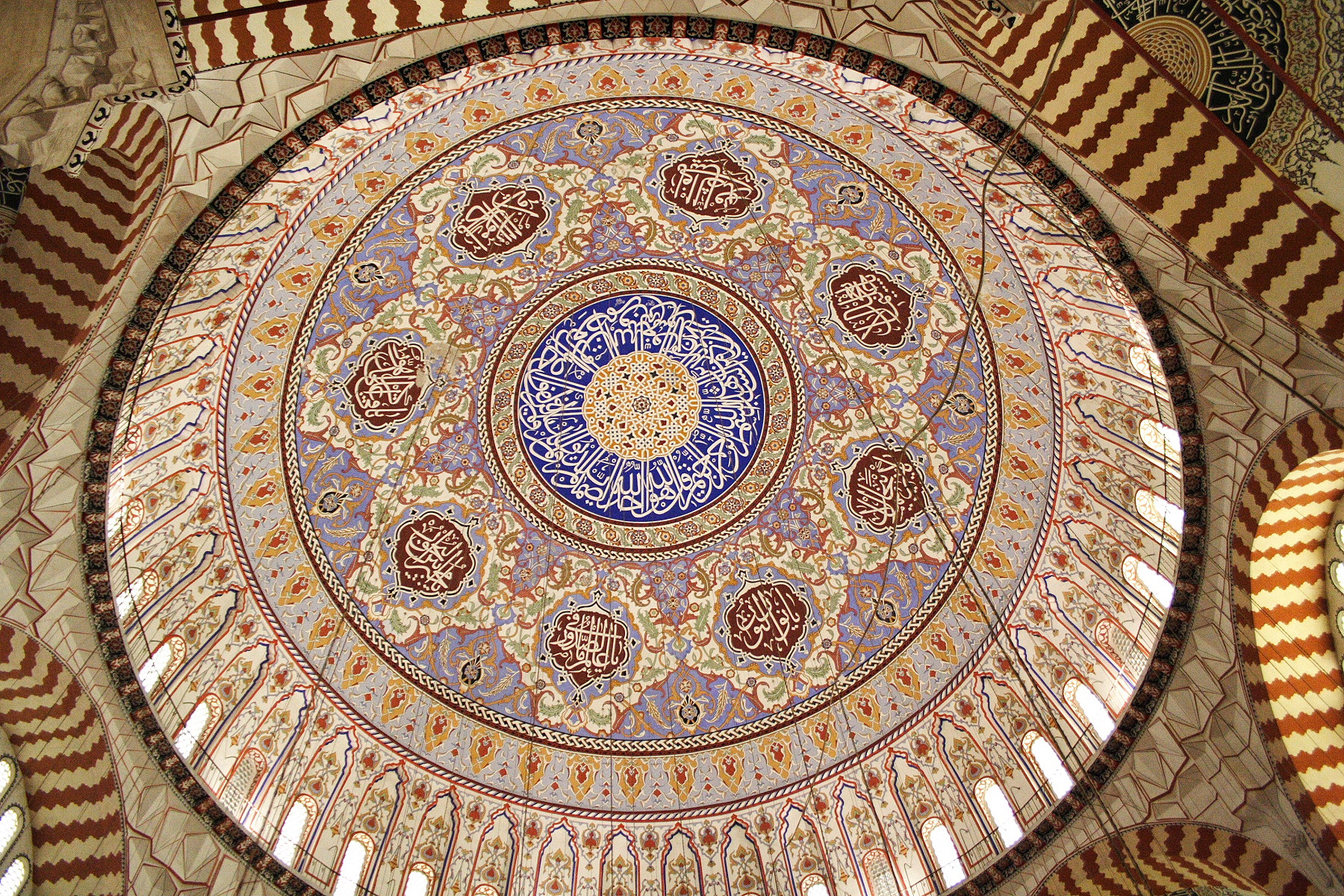
터키 에디르네에 위치한 셀리미예 모스크의 돔 패턴.

프랙탈 아트(fractal art) 프랙탈 구조를 이용한 예술 작품을 의미한다.
프랙탈 아트는 단순한 기하학 문양들을 디지털 이미지화함으로써 계산된 알고리즘을 통해 만들어지는 예술이다. 1980년대 중반 디지털 아트를 통해 발전한 뉴미디어 아트 분야의 한 종류로 수학적 계산의 아름다움을 통해 추상 예술을 표명한다. 
프랙탈 아트는 반복되는 선들의 분할로 다각의 문양들을 만들어낸다. 

## 같이 보기
- 바틱
- 페르시아 융단